# Prosopocera mediovittata
Prosopocera mediovittata là một loài bọ cánh cứng trong họ Cerambycidae.